# Nora la rebelde
Nora la rebelde es una película de comedia mexicana de 1979, dirigida por Mauricio de la Serna, escrita por Raúl Zenteno y Fabián Arnaud, y protagonizada por Olga Breeskin y Andrés García.

## Sinopsis
Nora es una bella y despampanante estudiante de música que quiere ser violinista como su fallecido padre hasta que, cuando se entera de que viene a México el virtuoso artista Sándor Horváth, ella hará lo imposible para conocerlo en persona pero, en el camino, se verá envuelta en una desternillante serie de “accidentes” fortuitos, causados más por culpa de sus encantos que por su talento musical hasta que, por culpa de un malentendido, Nora termina recibiendo la peor decepción de su vida y decide suicidarse pero afortunadamente un vecino suyo, el dentista Gerardo, logra impedirlo tras confesarle un par de cosas que tenía guardadas para ella desde hacía tiempo y que terminarán haciéndola reflexionar sobre la vida y el amor, además de olvidar el sacrificio de seguir estudiando música.

## Elenco
- Olga Breeskin ... Nora Pérez
- Andrés García ... Dr. Gerardo
- Amparo Arozamena ... Beatriz viuda de Pérez
- Alejandro Ciangherotti
- Eugenia Avendaño
- Carlos Monden ... Actor de televisión
- María Prado ... Esposa de Melitón Cabadas
- Sergio Guzik ... Eduardo, pretendiente de Nora
- Paco Sañudo ... Director de orquesta en el conservatorio (no acreditado)
- Anaís de Melo ... Compañera de Nora en la escuela de música (no acreditada)
- Micheline Kinery ... Cristy, conductora de 24 horas (no acreditada)
- Antua Terrazas ... Alumno de Nora en las clases de violín (no acreditado)
- José Roberto Hill ... Joven en la fila del teléfono público (no acreditado)
- Hector Sampson ... Joven en la fila del teléfono público (no acreditado)
- Gerardo Castell ... Compañero de Nora en la escuela de música (no acreditado)
- Jorge Balzán
- Gilberto Román
- Alfonso Kafiti
- Polo Salazar
- Iliana de la Garza
- Roberto Brondo
- Roxana Contel
- Gloria Alicia Inclán
- Víctor Vera
- Roberto Naranjo
- Lizzetta Romo
- Salvador Huerta
- Andrés Veler
- Carl Hillos